# Hrušeň v Drahovicích
Hrušeň v Drahovicích je památný strom, starobylá hrušeň planá (Pyrus pyraster). V době vyhlášení za památný strom byla druhým největším stromem toho druhu v České republice. 
Roste ve svažitém terénu pod panelovými domy v Karlových Varech v městské čtvrti Drahovice, vlevo od chodníku pro pěší, na který navazuje místní komunikace, vedoucí podél zahrádkářské kolonie. Obvod rozbrázděného kmene měří 366 cm, koruna stromu, po zdravotním řezu v roce 2009, sahá do výšky 9 m (měření 2014).
Když se v roce 1969 odlomila jedna větev, měla být hrušeň rok poté pokácena. Od tohoto záměru se však po protestech místních obyvatel upustilo.
Strom je chráněn od roku 2008 jako dendrologicky cenný taxon a krajinná dominanta s významným vzrůstem.

## Stromy v okolí
- Dub Jana Ámose Komenského
- Buk u Harta
- Dub Moudrosti
- Mozartův dub
- Dub pod rozvodnou